# 福爾摩沙夢想家
福爾摩沙夢想家（英語：Formosa Dreamers）為臺灣職業籃球隊，以臺中市與彰化縣作為球隊所在地，並以會員身份參與台灣職業籃球大聯盟賽事，主場館為臺中洲際棒球場附屬多功能運動中心。
夢想家成立於2017年，在2017-18賽季加入東南亞職業籃球聯賽，取代高雄聖徒成為聯盟的臺灣球隊。2020-21賽季成為P. LEAGUE+創始球隊，2024-25賽季成為台灣職業籃球大聯盟創始球隊。

## 歷史

### 2017年

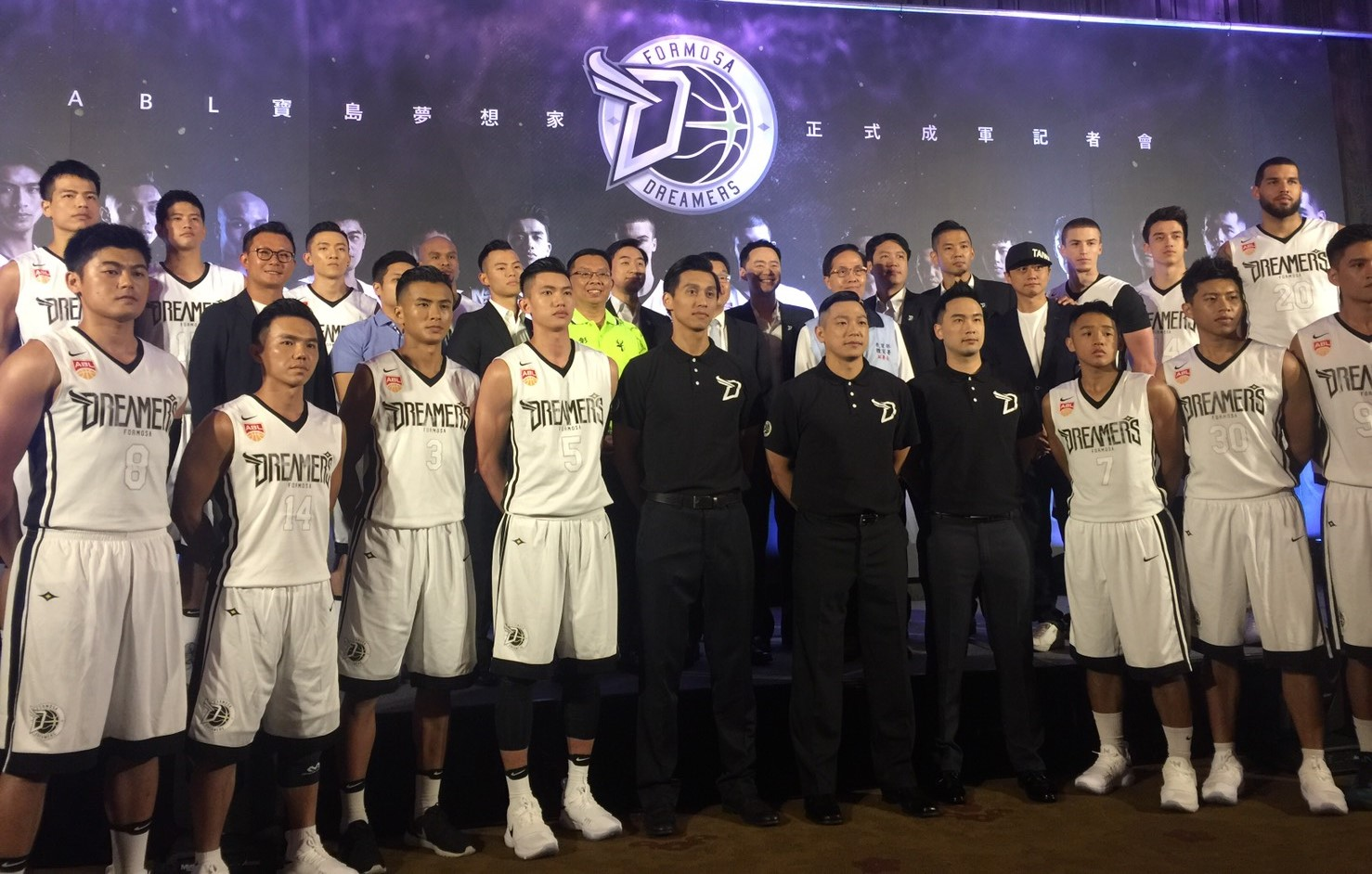
2017年10月，寶島夢想家成軍記者會

2017年9月20日，寶島夢想家宣布成立，由桃園璞園建築領隊張承中擔任董事長、中國數碼文化CEO許東棋任副董事長、展逸行銷總經理張憲銘擔任總經理，富邦勇士副領隊陳建州擔任領隊，海碩行銷總監韓駿鎧則任副領隊，成立「福爾摩沙寶島籃球發展股份有限公司」經營球隊；並加入東南亞職業籃球聯賽，取代高雄聖徒成為聯盟的臺灣球隊。10月11日，教練團和成員名單出爐，由許皓程接掌總教練。12月5日，公布由BCW為球隊量身打造的主題曲〈天生贏家Born to Win〉。12月9日，夢想家以80比75逆轉擊敗西貢熱火，拿下隊史首勝。12月16日及17日，夢想家主場開幕賽迎戰菲律賓火焰和東方籃球隊，分別以61比78和97比120吞敗，未能獲得首個主場勝利。

### 2018年
2018年3月17日、18日，夢想家主場對戰忠信功夫及新加坡騰飛之獅，兩場比賽皆以輸球坐收，本季10場主場比賽一勝難求。7月中旬，夢想家代表台灣出賽澳門超級8夏季聯賽，三場比賽分別以68比94輸給菲律賓PBA的NLEX公路勇士、57比94輸給新疆飛虎、52比87輸給仁川東土大象，無緣晉級。8月24日，總教練許皓程因個人生涯離隊，改由迪恩·莫瑞（Dean Murray）擔任新任總教練。9月底，夢想家參加觀護盃國際籃球邀請賽，分別以五連勝擊敗對手贏得隊史第一座冠軍。

### 2019年

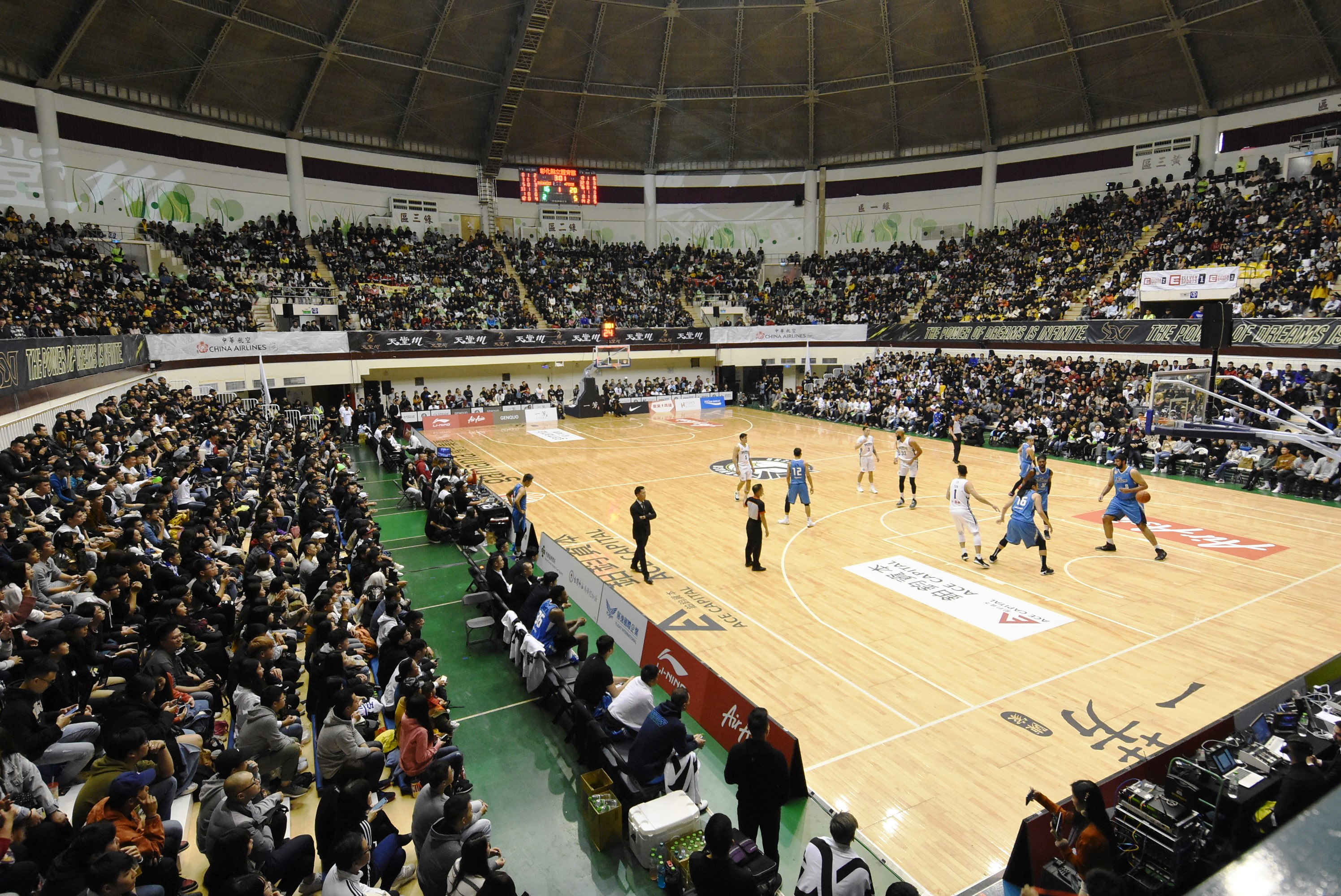
2019年12月，寶島夢想家主場賽事

2019年2月24日，寶島夢想家在彰化主場以107比79擊退澳門戰狼，收下主場3連勝、本季第13勝，並搭上季後賽的列車，為隊史首次。3月17日面對菲律賓火焰贏得最後勝利並搶回龍頭寶座。3月20日面對澳門戰狼除了搶下九連勝還鎖定了例行賽龍頭，將在季後賽首輪迎戰莫諾吸血鬼。3月31日迎來夢想家於季後賽首戰，打了接近四節好球，卻在最後因失誤致使於主場以80比83輸球。4月3日於莫諾吸血鬼主場力拼扳回一城，卻再次於最後一分鐘失守，最終以68比70遭2比0淘汰。7月2日，迪恩·莫瑞（Dean Murray）轉任巴林職籃穆哈拉格總教練。8月27日宣布新任主帥為朱利爾斯（Kyle Julius）。

### 2020年
2020年2月起大多賽事因COVID-19疫情影響延期舉行。並且因延遲賽程未排定，所以三名外援及總教練都暫時離隊。3月13日，東南亞職業籃球聯賽宣布2019-20賽季因COVID-19疫情將無限期延賽。6月10日，在臺中市政府舉辦「臺中市夢想家青年隊」成軍記者會。夢想家青年隊並進行了選拔賽，從中選出16人名單參與台灣本土盃賽。7月8日，陳建州以新聯盟執行長的身份，在中華民國籃球協會召開的「共好盃」第3次籌備會議中證實新聯盟已成立，並宣布寶島夢想家確定加入新聯盟。球隊董事長張承中對於東南亞職業籃球聯賽復賽問題表示，「兩個聯盟都打，的確是我們選項之一」。7月8日，陳建州宣佈褪下領隊身份。7月15日，東南亞職業籃球聯賽宣布2019-20賽季因COVID-19疫情影響提前結束。11月11日，夢想家表示2020-21賽季最後四場例行賽的主場賽事於臺中舉行。11月18日，夢想家宣布與總教練朱利爾斯續簽三年合約，並宣布接受台新銀行冠名贊助，更名為「福爾摩沙台新夢想家」。

### 2021年
2021年3月20、21日，夢想家將兩場主場賽事安排在國立臺灣體育運動大學體育館舉行。3月27日，夢想家確定取得P. LEAGUE+季後挑戰賽的第一張門票。4月4日，夢想家確定例行賽以第三名作收；夢想家安排當天為田壘的引退賽。5月2日，夢想家於季後挑戰賽中以3比2擊敗桃園領航猿，挺進P. LEAGUE+總冠軍賽。5月18日，聯盟考量臺灣COVID-19疫情第三級警戒擴大，經過臺北富邦勇士與福爾摩沙台新夢想家討論同意後，聯盟裁定臺北富邦勇士為2020-21賽季總冠軍。7月7日，夢想家宣佈因彰化縣立體育館整修，決定新賽季主場館改使用臺中洲際棒球場附屬多功能運動中心。10月13日，夢想家宣佈羅伊亞克斯（Thomas Roijakkers）出任助理教練。

### 2022年
2022年4月23日，夢想家確定取得P. LEAGUE+季後賽最後一張門票。6月12日，夢想家以1比3不敵臺北富邦勇士，無緣晉級總冠軍賽。11月17日，夢想家宣布陳世念重返球隊擔任助理教練。

### 2023年
2023年1月10日，夢想家宣布與總教練朱利爾斯（Kyle Julius）協議解除職務，由助理教練賴柏霖接任總教練一職。5月27日，夢想家在四強賽以1比3不敵新北國王。7月3日，夢想家宣布張承中因個人規劃卸任董事長職務，由田壘接任。7月19日，夢想家宣布由皮爾曼（Jamie Pearlman）接任總教練，賴柏霖回歸助理教練角色。8月22日，夢想家宣布於8月31日與台新銀行結束合作關係，更名為「福爾摩沙夢想家」。

### 2024年
2024年7月9日，福爾摩沙夢想家與台灣職業籃球大聯盟（TPBL）其他六支球隊發表聯合聲明。

### 2025年
2025年4月29日，福爾摩沙夢想家確定晉級季後賽。5月4日，福爾摩沙夢想家確定拿下例行賽第二名。6月8日，福爾摩沙夢想家在四強賽以1比4不敵高雄全家海神。7月1日，福爾摩沙夢想家宣布總教練皮爾曼（Jamie Pearlman）轉任助理總教練。7月29日，福爾摩沙夢想家宣布由簡浩（Douglas Creighton）擔任總教練。8月1日，福爾摩沙夢想家宣布助理教練陳世念離隊。8月4日，福爾摩沙夢想家宣布丹尼爾（Daniel Kim）擔任助理教練。

## 歷年戰績
以下列出球隊過去在東南亞職業籃球聯賽、P. LEAGUE+與台灣職業籃球大聯盟的戰績。
| 聯盟總冠軍 | 晉級季後賽 |

| 賽季    | 聯盟 | 例行賽 | 例行賽 | 例行賽 | 例行賽 | 例行賽 | 季後賽                                                                  |
| 賽季    | 聯盟 | 名次   | 已賽   | 勝場   | 敗場   | 勝率   | 季後賽                                                                  |
| ------- | ---- | ------ | ------ | ------ | ------ | ------ | ----------------------------------------------------------------------- |
| 2017-18 | ABL  | 9 / 9  | 20     | 1      | 19     | .050   |                                                                         |
| 2018-19 | ABL  | 1 / 10 | 26     | 19     | 7      | .731   | 落敗 半準決賽（莫諾吸血鬼）0比2                                         |
| 2019-20 | ABL  | 4 / 10 | 14     | 8      | 6      | .571   |                                                                         |
| 2020-21 | PLG  | 3 / 4  | 24     | 10     | 14     | .417   | 獲勝 季後挑戰賽（桃園領航猿）3比2 裁定落敗 總冠軍賽（臺北富邦勇士）1比3 |
| 2021-22 | PLG  | 2 / 6  | 30     | 19     | 11     | .633   | 落敗 季後賽首輪（臺北富邦勇士）1比3                                     |
| 2022-23 | PLG  | 4 / 6  | 40     | 19     | 21     | .475   | 落敗 季後賽首輪（新北國王）1比3                                         |
| 2023-24 | PLG  | 2 / 6  | 40     | 24     | 16     | .600   | 落敗 季後賽首輪（新北國王）2比4                                         |
| 2024-25 | TPBL | 2 / 7  | 36     | 21     | 15     | .583   | 落敗 四強賽（高雄全家海神）1比4                                         |

## 主場館
夢想家從2017年起使用彰化縣立體育館作為球隊主場。2021年3月曾將主場賽事在國立臺灣體育運動大學體育館舉行。2021-22賽季起因為彰化縣立體育館整修，主場館改使用臺中洲際棒球場附屬多功能運動中心（臺中洲際迷你蛋）。2023-24賽季夢想家採取臺中洲際迷你蛋以及彰化縣立體育館雙主場方式經營。2024-25賽季夢想家將全部主場安排在臺中洲際迷你蛋。

## 註解
1. ↑  該賽季因COVID-19疫情影響提前結束[36]。

## 外部連結
- 官方网站
- 官方网站
- 福爾摩沙夢想家的Facebook專頁
- 福爾摩沙夢想家的Instagram帳戶
- YouTube上的福爾摩沙夢想家頻道